# Citharoides macrolepidotus
Citharoides macrolepidotus är en fiskart som beskrevs av Hubbs, 1915. Citharoides macrolepidotus ingår i släktet Citharoides och familjen Citharidae. Inga underarter finns listade i Catalogue of Life.